# Sportsland Sugo
O Sportsland Sugo é um autódromo localizado em Miyagi, no Japão, foi inaugurado em 1975 contando com pista pavimentada,, motocross e kart, o circuito recebe corridas da Super GT e Motocross World Championship.